# 在モルディブスリランカ高等弁務官事務所
在モルディブスリランカ高等弁務官事務所（シンハラ語: මාලදිවයිනේ ශ්‍රී ලංකා මහ කොමසාරිස් කාර්යාලය、タミル語: மாலத்தீவில் இலங்கை உயர் ஸ்தானிகராலயம்、英語: High Commission of Sri Lanka in Maldives）は、スリランカがモルディブの首都マレに設置している高等弁務官事務所である。

## 沿革
1965年7月26日にセイロンとモルディブの外交関係が樹立される（セイロンは1972年5月23日に国名をスリランカに改称）。その後、マレに高等弁務官事務所が開設された。
この公館は、モルディブが英連邦から離脱した2016年10月から2020年2月まで、在モルディブスリランカ大使館（シンハラ語: මාලදිවයිනේ ශ්‍රී ලංකා තානාපති කාර්යාලය、タミル語: மாலத்தீவில் உள்ள இலங்கை தூதரகம்、英語: Embassy of Sri Lanka in Maldives）と呼ばれていた。
モルディブが英連邦の共和国としての地位に復帰した2020年2月1日、この在外公館はスリランカ高等弁務官事務所に戻った。

## 所在地
8th & 9th Floor, H. Noomuraka, Hadheebee Magu, Malé

## 大使・高等弁務官
2020年8月31日より、ロハナ・ベデッジ (Rohana Beddage) が高等弁務官を務めている。